# Atlantique
Atlantique är en av Benins tolv departement och är belägen i den södra delen av landet. Den har kust mot Guineabukten i Atlanten i söder. Befolkningen uppgick till 1 398 229 invånare vid folkräkningen 2013, på en yta av 3 233 km². Den administrativa huvudorten är Ouidah, medan den största orten är Godomey (i kommunen Abomey-Calavi). Departementets sydöstra del gränsar till Cotonou, som är landets största stad, och omfattar förortsområden till denna stad. En del av den sydöstra delen omfattas även av Nokouésjön.

## Administrativ indelning

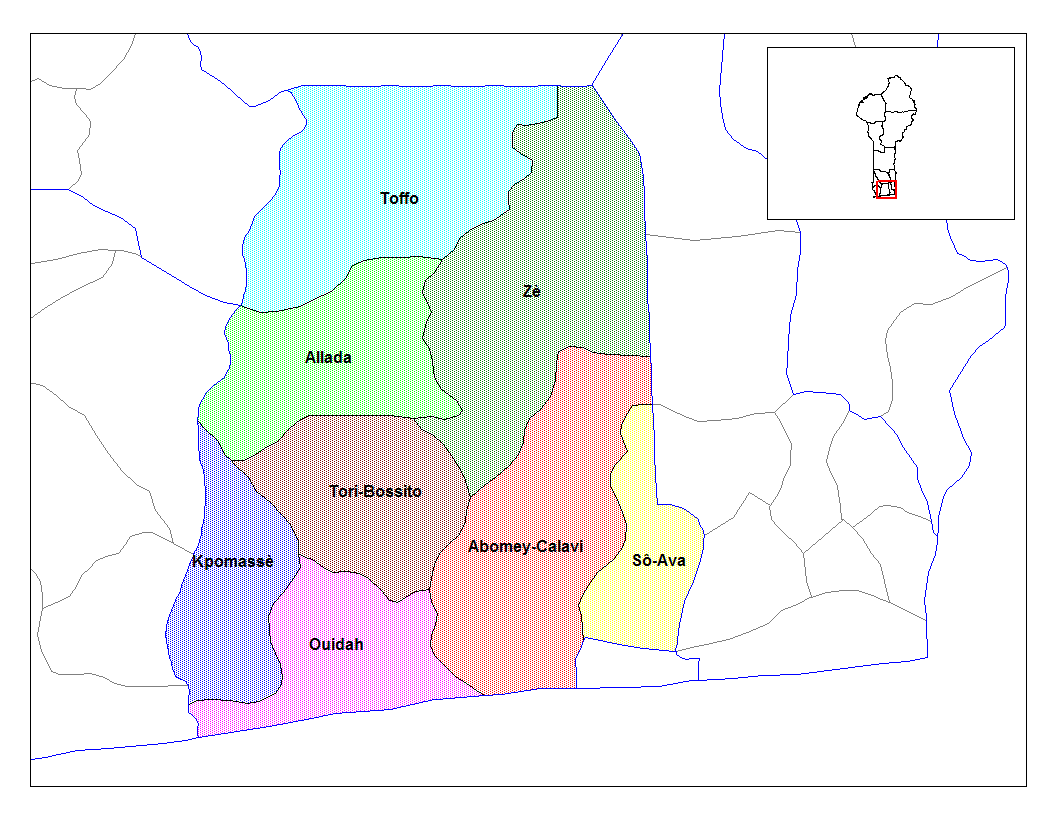
Karta över Atlantiques kommuner.

Departementet är indelat i åtta kommuner:
- Abomey-Calavi
- Allada
- Kpomassè
- Ouidah
- Sô-Ava
- Toffo
- Tori-Bossito
- Zè